# (5183) Robyn
(5183) Robyn est un astéroïde de la ceinture principale.

## Description
(5183) Robyn est un astéroïde de la ceinture principale. Il fut découvert le 22 juillet 1990 à l'observatoire Palomar par Eleanor Francis Helin. Il présente une orbite caractérisée par un demi-grand axe de 2,57 UA, une excentricité de 0,11 et une inclinaison de 14,8° par rapport à l'écliptique.

## Compléments